# Aristotle e Dante scoprono i segreti dell'universo (film)
Aristotle e Dante scoprono i segreti dell'universo (Aristotle and Dante Discover the Secrets of the Universe) è un film del 2022 scritto e diretto da Aitch Alberto.
La pellicola è l'adattamento cinematografico dell'omonimo romanzo del 2012 di Benjamin Alire Sáenz.

## Trama
El Paso, 1987. Aristotle "Ari" Mendoza è un adolescente di origini messicane solitario e scontroso, frustrato dal fatto che i genitori non vogliano mai parlare del fratello maggiore Bernardo, in prigione per motivi che non gli sono mai stati raccontati. Un giorno in piscina incontra l'eccentrico Dante Quintana, un altro adolescente di origini messicane, che si offre di insegnargli a nuotare. 
I due diventano amici e la loro amicizia diventa salda e profonda durante l'estate, ma con l'avvicinarsi dell'autunno Dante rivela ad Aristotle che presto i Quintana lasceranno El Paso per Chicago, dove il padre ha ottenuto una cattedra in università. Mentre passeggiano, Dante si distrae mentre cerca di salvare un uccellino e Aristotle lo spinge via quando una macchina rischia di travolgerlo, rimanendo ferito nell'impatto. 
Durante l'assenza di Dante, Aristotle si trova un lavoro, adotta un cane e comincia a socializzare con le ragazze della scuola, ricevendo inoltre continue lettere da Dante. In una di esse, Dante informa l'amico della propria omosessualità e incoraggia Aristotle ad aprirsi con la famiglia sulle sue curiosità su Bernardo. I genitori alla fine gli raccontano che Bernardo è in prigione per aver ucciso una prostituta transgender da adolescente.
L'estate successiva i Quintata ritornano ad El Paso e Aristotle e Dante ricominciano a frequentarsi. Una sera Dante chiede ad Aristotle di baciarlo ma, dopo il bacio, Ari reagisce male e insulta Dante. A peggiorare la sua confusione, Aristotle viene a sapere che l'amata zia Ophelia è morta e si sorprende che al funerale non si sia presentato alcun parente. I genitori gli spiegano che la famiglia disapprovava di Ophelia, che per anni aveva vissuto con una compagna. 
Intanto Dante viene sorpreso dai membri di una gang locale a baciare il fidanzato Daniel e viene picchiato brutalmente, tanto da dover essere ricoverato. Dopo aver confrontato Daniel per aver abbandonato Dante al pestaggio, Aristotle si vendica con uno degli aggressori. Temendo di diventare come Bernardo, Aristotle parla con i genitori, che lo incoraggiano ad accettare il suo amore per Dante. Aristotle porta Dante nel deserto in cui erano andati ad osservare le stelle l'estate precedente, gli confessa i propri sentimenti e i due si baciano.

## Produzione

### Sviluppo
Aitch Alberto aveva scritto uno spec script del film dopo aver letto il romanzo nel 2014 e nel 2016 si era recata in Texas per discutere di un possibile adattamento cinematografico del libro con l'autore. Nel 2018 Lin-Manuel Miranda (già narratore dell'audiolibro del romanzo) e Kyra Sedgwick si erano uniti al progetto in veste di produttori. Nell'ottobre 2021 è stato annunciato che Max Pelayo e Reese Gonzales avrebbero interpretato i giovani protagonisti, mentre il resto del cast sarebbe stato composto da Eugenio Derbez, Eva Longoria, Verónica Falcón, Isabella Gomez, Luna Blaise e Kevin Alejandro.

### Riprese
Le riprese principali si sono svolte nell'ottobre 2021.

## Promozione
Il primo trailer del film è stato pubblicato il 29 giugno 2023.

## Distribuzione
Il film è stato presentato in anteprima mondiale il 9 settembre 2022 in occasione della 47ª edizione del Toronto International Film Festival ed è stato distribuito nelle sale statunitensi l'8 settembre dell'anno successivo.

## Accoglienza
L'aggregatore di recensioni Rotten Tomatoes riporta il 90% di recensioni positive, con un punteggio medio di 7 su 10 basato sul parere di quarantotto critici.

## Riconoscimenti
- 2024 – GLAAD Media Awards[8]
  - Candidatura al miglior film in distribuzione limitata